# Stridulace
Stridulace je vyluzování zvuků třením pevných částí těla o sebe, často za účelem vnitrodruhové či mezidruhové komunikace. Stridulace je typická zejména pro některé členovce a ryby. Byla popsána i u hadů, jednoho druhu ptáka – pipulka kadeřavokřídlá (Machaeropterus deliciosus) a jednoho druhu savce – bodlín páskovaný (Hemicentetes semispinosus).

## Stridulace ryb
Ryby stridulaci využívají k zastrašení nepřítele (např. u sumců z čeledi peřovcovití a trnovcovití) nebo ke komunikaci s jedinci vlastního druhu (např. u vrčivek a některých vrubozubcovitých ryb). Ke stridulaci využívají ryby v závislosti na druhu různé kostěné tělesné části, například čelisti, žaberní oblouky, požerákové zuby, prsní trny či pletence párových ploutví. Mřenky rodu Botia ke stridulaci využívají kůstky Weberova aparátu, přičemž plynový měchýř slouží jako rezonátor.